# Pierre Gustave Toutant de Beauregard
Vous lisez un « bon article » labellisé en 2022.
Pour les articles homonymes, voir Toutant et Beauregard.
Pierre Gustave Toutant de Beauregard, ou Pierre Gustave Toutant-Beauregard, est un militaire et homme d'affaires américain né le 28 mai 1818 dans la paroisse de Saint-Bernard et mort le 20 février 1893 à La Nouvelle-Orléans. Il devient l'un des généraux confédérés durant la guerre de Sécession.
Communément appelé P. G. T. Beauregard, il utilise rarement son prénom à l'âge adulte et signe sa correspondance sous le nom de G. T. Beauregard. Ingénieur civil de formation à l'Académie militaire de West Point, il sert avec distinction en tant qu'ingénieur dans la guerre américano-mexicaine. Après une brève nomination comme surintendant de West Point en 1861, et après la sécession du Sud, il démissionne de l'armée des États-Unis et devient le premier général de brigade de l'armée des États confédérés.
Il commande les défenses de Charleston en Caroline du Sud au début de la guerre de sécession à la bataille de Fort Sumter le 12 avril 1861. Trois mois plus tard, il remporte la première bataille de Bull Run près de Manassas en Virginie. Il commande par la suite des armées dans le théâtre occidental de la guerre de Sécession, notamment à la bataille de Shiloh au Tennessee et à la première bataille de Corinth dans le nord du Mississippi. Il retourne à Charleston et la défend en 1863 contre les attaques navales et terrestres répétées des forces de l'Union. Sa plus grande réussite est de sauver l'importante ville industrielle de Petersburg en Virginie en juin 1864 et donc la capitale confédérée voisine de Richmond des attaques de l'armée de l'Union. 
Son influence sur la stratégie confédérée est amoindrie par ses mauvaises relations avec le président des États confédérés d'Amérique Jefferson Davis et d'autres hauts responsables. En avril 1865, Beauregard et son commandant, le général Joseph E. Johnston, convainquent Davis et les autres membres du cabinet que la guerre doit prendre fin. Johnston provoque la reddition de la plupart des armées confédérées restantes, y compris Beauregard et ses hommes, au major général William Tecumseh Sherman.
Après sa carrière militaire, Beauregard retourne en Louisiane, où il défend les droits civiques des esclaves affranchis comme leur droit de vote, et il travaille dans le secteur du chemin de fer et enfin prospère en tant que promoteur de la Louisiana State Lottery Company.

## Biographie

### Enfance et études

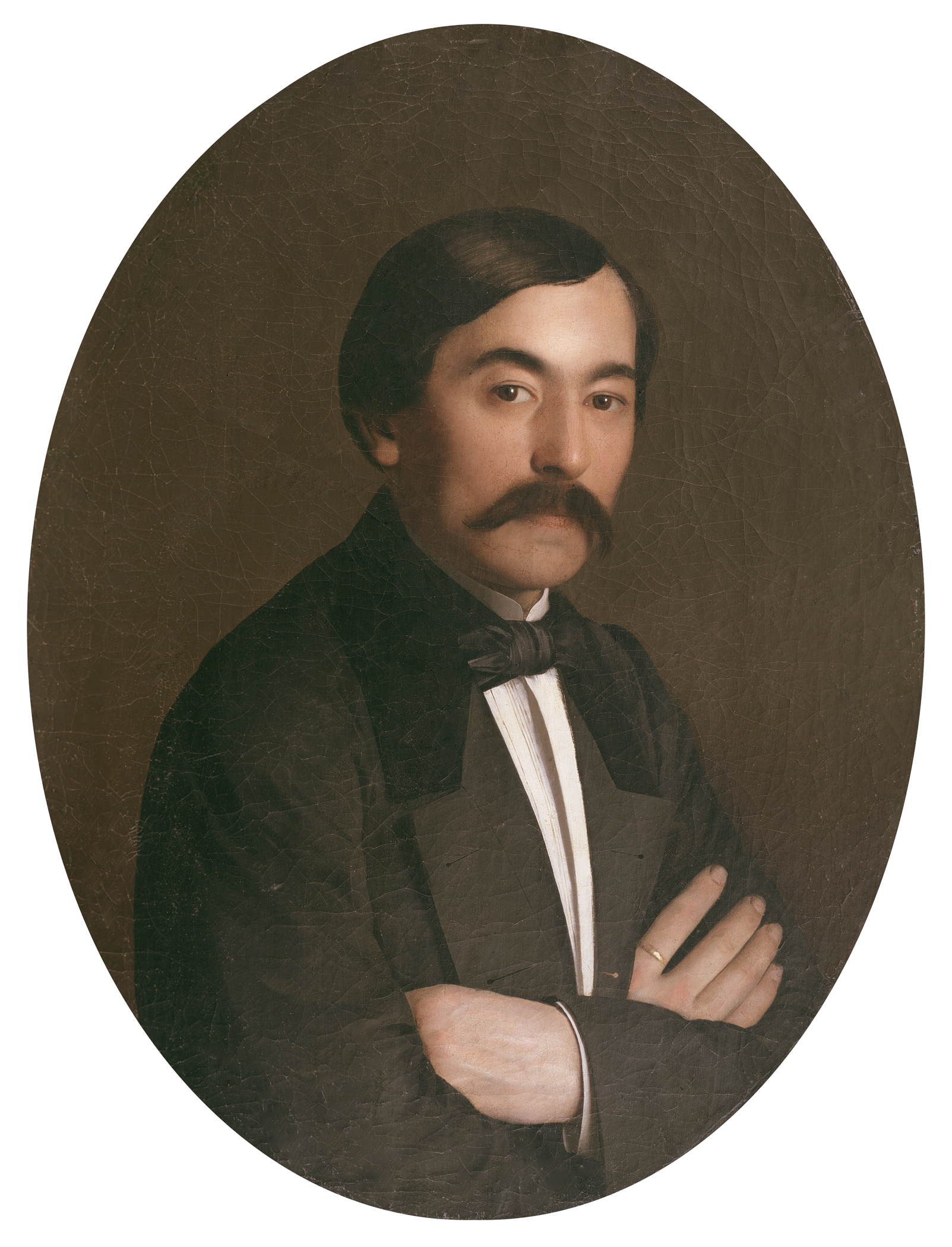
Pierre G. T. Beauregard peint par Richard Clague.

Pierre Gustave Toutant de Beauregard est né le 28 mai 1818 à la plantation « Contreras » dans la paroisse de Saint-Bernard proche de La Nouvelle-Orléans dans une famille créole. Il est le troisième enfant d'Hélène Judith de Reggio, d'ascendance française et italienne et descendante de François Marie, Chevalier de Reggio (en), membre d'une famille noble italienne dont la famille a migré d'abord en France puis en Louisiane, et de son mari, Jacques Toutant de Beauregard, d'ascendance française et galloise. Il a trois frères et trois sœurs. Sa famille est catholique.
Enfant, Beauregard se lie d'amitié et joue avec des garçons esclaves de son âge, et a comme nourrice une esclave dominicaine. Il grandit dans une grande maison à un étage, contrairement aux vastes plantations construites plus tard. Il s'agit néanmoins d'un manoir d'aristocrates selon les normes de l'époque. Toutant de Beauregard chasse et chevauche dans les bois et les champs autour de la plantation de sa famille et navigue avec son embarcation dans ses cours d'eau. Il fréquente les écoles privées de La Nouvelle-Orléans, puis une école française à New York. Au cours de ses quatre années new-yorkaises, à partir de ses douze ans, il apprend l'anglais, le français ayant été sa première et seule langue en Louisiane,.
Il rejoint ensuite l'Académie militaire de West Point. L'un de ses instructeurs est Robert Anderson, qui deviendra plus tard le commandant de fort Sumter et se rendra à Beauregard au début de la guerre de Sécession. Lors de son inscription à West Point, Beauregard utilise Toutant comme un deuxième prénom pour s'adapter à ses camarades de classe. À partir de ce moment, il utilise rarement son prénom, préférant G. T. Beauregard,. Il obtient son deuxième diplôme dans sa classe en 1838 et excelle à la fois comme artilleur et ingénieur militaire, tout en étant fin stratège. Ses amis de l'armée lui donnent de nombreux surnoms : Little Creole, Bory, Little Frenchman, Felix ou encore Little Napoleon.
Toutant de Beauregard est de la même promotion que les futurs généraux William Farquhar Barry, Robert Seaman Granger, Irvin McDowell, Justus McKinstry, Andrew Jackson Smith et William Joseph Hardee, Edward Johnson, Alexander Welch Reynolds, Henry Hopkins Sibley, Carter Littlepage Stevenson, James Heyward Trapier, Henry Constantine Wayne. Les cinq premiers ont combattu dans l'armée de l'Union et les sept derniers dans celle de la Confédération.

### Carrière dans l'armée des États-Unis
Il est breveté second lieutenant le 1er juillet 1838 dans la 1st US Artillery puis second lieutenant dans le Corps du génie de l'armée des États-Unis le 7 juillet 1838 et enfin first lieutenant le 16 juin 1839.

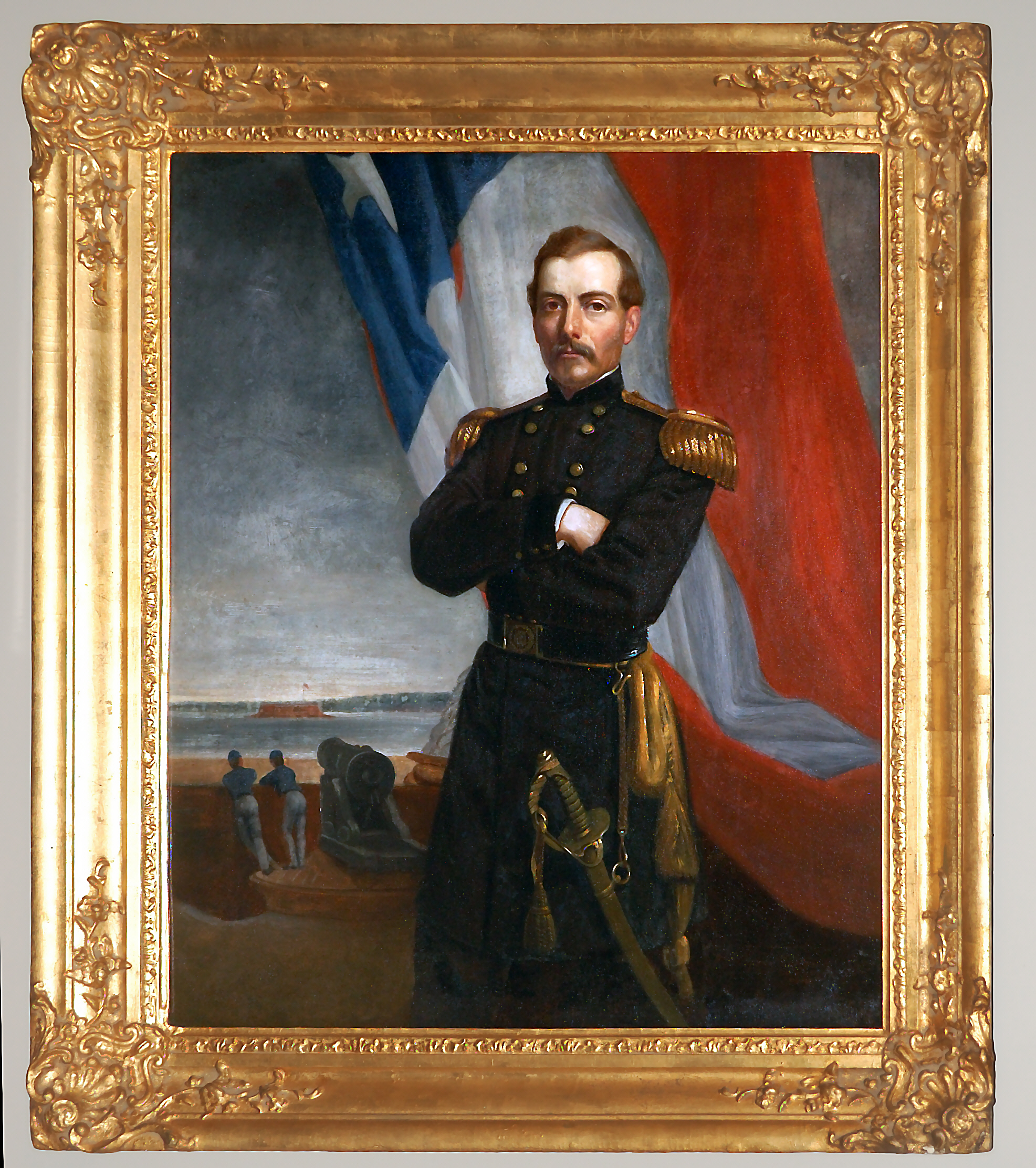
Portrait de Pierre Gustave Toutant de Beauregard en 1861 par Thomas Cantwell Healy (d'après George Peter Alexander Healy).

Pendant la guerre américano-mexicaine, Beauregard sert comme ingénieur sous les ordres du général Winfield Scott. Il est breveté captain le 20 août 1847 pour bravoure et conduite méritoire lors des batailles de Contreras et de Churubusco, et major le 13 septembre 1847 pour Chapultepec, où il est blessé à l'épaule et à la cuisse. La victoire lors de la bataille de Chapultepec est en partie due à son éloquence à défendre le point de vue du général Scott lors du conseil de guerre du 11 septembre 1847. Il convainc ainsi les officiers généraux réunis de modifier leur plan d'attaque de la forteresse de Chapultepec et cette victoire permet alors la prise de Mexico par les troupes américaines. Il est l'un des premiers officiers à entrer dans la ville. Beauregard considère que ses contributions à des missions de reconnaissance dangereuses et à l'élaboration d'une stratégie pour ses supérieurs sont plus importantes que celles de son collègue ingénieur, le captain Robert Lee — futur général en chef des armées des États confédérés —, il est donc déçu lorsque Lee et d'autres officiers reçoivent plus de brevets que lui,. Il est promu captain le 3 mars 1853.
Toutant de Beauregard rentre du Mexique en 1848. Pendant les douze années suivantes, il est responsable de ce que le département du génie appelle « les défenses du Mississippi et du lac en Louisiane ». Une grande partie de ses travaux d'ingénierie sont cependant effectués ailleurs, réparant d'anciens forts et en construisant de nouveaux sur la côte de Floride et à Mobile en Alabama. Il améliore également les défenses des forts Jackson et Saint Philip sur le fleuve Mississippi en dessous de La Nouvelle-Orléans. Il travaille sur un conseil d'ingénieurs de l'armée et de la marine pour améliorer la navigation des canaux de navigation à l'embouchure du Mississippi. Il crée et brevette une invention qu'il appelle « self-acting bar excavator » (littéralement « pelle à barres auto-agissante ») destinée à être utilisée par les navires pour traverser des bancs de sable et d'argile.
Tout en servant dans l'armée, il fait activement campagne pour l'élection de Franklin Pierce, le candidat démocrate à l'élection présidentielle américaine de 1852 et un ancien général de la guerre américano-mexicaine qui avait été impressionné par la performance de Beauregard à Mexico. Pierce le nomme comme ingénieur directeur de l'United States Custom House de La Nouvelle-Orléans, un immense bâtiment en granit construit en 1848 et occupé par la douane américaine. Comme le bâtiment s'enfonce de manière inégale dans le sol de la Louisiane, Beauregard développe un programme de rénovation. Il occupe ce poste de 1853 à 1860 et stabilise la structure avec succès.
Pendant son service à La Nouvelle-Orléans, Toutant de Beauregard devient insatisfait de son rôle d'officier en temps de paix. Il informe le Corps des ingénieurs de l'armée américaine à la fin de l'année 1856 qu'il va rejoindre le flibustier William Walker qui a pris le contrôle du Nicaragua. Ce dernier lui avait offert le grade de commandant en second de son armée. Des officiers supérieurs, dont le général en chef Winfield Scott, convainquent Beauregard de rester aux États-Unis. Il entre brièvement en politique en tant que candidat aux élections municipales de La Nouvelle-Orléans en 1858, où il est promu par les partis whig et démocrate pour défier le candidat du parti Know Nothing. Beauregard est battu de peu,.
Employant l'influence politique de son beau-frère John Slidell, Beauregard obtient le poste de surintendant de l'académie militaire de West Point le 23 janvier 1861. Ses ordres sont révoqués et il abandonne le poste après seulement cinq jours lorsque la Louisiane se sépare de l'Union. Il proteste auprès du Département de la Guerre, lui reprochant d’avoir « jeté [l'opprobre] sur [sa] réputation ou sa position dans le Corps des Ingénieurs » en le considérant comme un officier confédéré avant même le début des hostilités,,.

### Famille

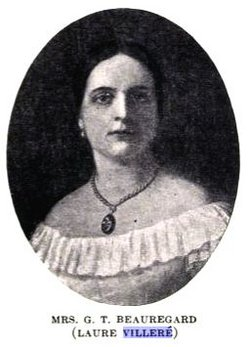
Marie Antoinette Laure Villeré, la première femme de Beauregard et la mère de ses trois enfants.

En 1841, Toutant de Beauregard épouse Marie Antoinette Laure Villeré (1823-1850), la fille de Jules Villeré, planteur de canne à sucre dans la paroisse de Plaquemine et membre de l'une des plus importantes familles créoles françaises de sud de la Louisiane. Le grand-père paternel de Marie est Jacques Phillippe Villeré, le deuxième gouverneur de la Louisiane. Elle est décrite comme ayant les yeux bleus et la peau claire. Le couple a trois enfants : René (1843–1910), Henri (1845–1915) et Laure (1850–1884). Marie meurt en mars 1850, en donnant naissance à Laure.
Dix ans plus tard, le veuf Beauregard épouse Marguerite Caroline Deslonde, la fille d'André Deslonde, planteur de canne à sucre dans la paroisse de Saint-Jean-Baptiste. Caroline est la belle-sœur de John Slidell, un sénateur américain de la Louisiane et plus tard un diplomate confédéré. Elle meurt à La Nouvelle-Orléans en mars 1864, alors que la ville est sous occupation de l'Union. Ils n'ont pas d'enfant ensemble.

### Guerre de Sécession

#### Charleston
Toutant de Beauregard voyage par bateau à vapeur de New York à La Nouvelle-Orléans et commence immédiatement à donner des conseils militaires aux autorités locales, notamment en renforçant les forts Jackson et Saint Philip, qui gardent les approches du Mississippi à La Nouvelle-Orléans. Il espère être nommé commandant de l'armée d'État, mais c'est Braxton Bragg qui est finalement nommé, au grand regret de Beauregard. Conscient que ce dernier puisse avoir du ressentiment, Bragg lui propose le grade de colonel. Beauregard s'enrôle cependant comme soldat dans les Orleans Guards (« Gardes d'Orléans »), un bataillon d'aristocrates créoles français. En même temps, il communique avec Slidell et le nouveau président, Jefferson Davis, recherchant un poste supérieur dans la nouvelle armée des États confédérés. Des rumeurs selon lesquelles Beauregard puisse être nommé à la tête de toute l'armée rendent furieux Bragg. Préoccupé par la situation politique concernant la présence de l'Union à fort Sumter dans le port de Charleston, Davis choisit Beauregard pour prendre le commandement des défenses de Charleston. Beauregard semble être la combinaison parfaite d'ingénieur militaire et de chef charismatique du Sud nécessaire à cette époque et en ce lieu,,.

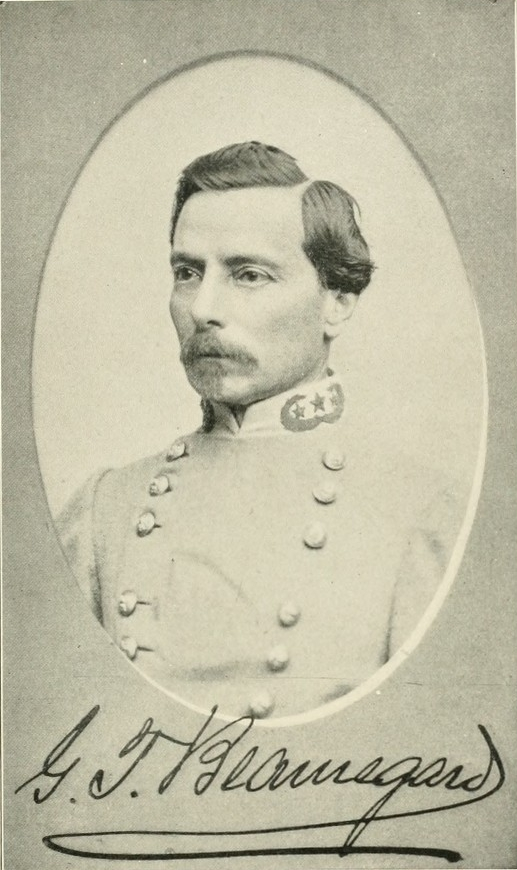
Pierre Gustave Toutant de Beauregard sous l'uniforme confédéré.

Beauregard devient l'un des généraux les plus fréquemment décrits dans les chroniques confédérées, et presque tous les observateurs notent les traits français de son visage. Son comportement est « courtois, grave, parfois réservé et sévère, parfois brutal » avec les gens qui lui déplaisent. Ses soldats le voient passer des mois sans sourire. Beaucoup de ceux qui l'ont vu pensent qu'il ressemble « à un maréchal français ou à Napoléon en uniforme gris », non sans lui déplaire.
Parce qu'il est d'origine française et semble différent, il est victime de toutes sortes de rumeurs, pour la plupart sans fondement. L'accusation d'immoralité est, bien sûr, inévitable. Certains soldats pensent qu'il est accompagné « d'un train de concubines et de wagons chargés de champagne ». Même en Louisiane, il est dit, par des non-Créoles, qu'il est infidèle à sa femme, l'infidélité étant prétendument une caractéristique créole. La suite militaire de Toutant de Beauregard a tout pour inspirer les rumeurs. Son personnel est composé d'anciens gouverneurs et sénateurs servant d'assistants volontaires. Un membre éminent de son entourage est Frederick Marinnis, un esclave que Beauregard a embauché d'une femme du sud de la Caroline et qu'il a personnellement décrit comme étant « très intelligent ». Confident de Beauregard, Marinnis se comporte avec un air d'importance et parle librement des plans futurs du général. Un autre éminent disciple du camp est un jeune Espagnol qui sert de barbier et de voiturier à Beauregard.
Beauregard devient le premier général confédéré, nommé brigadier general dans l'armée provisoire des États confédérés le 1er mars 1861,,.
Arrivé à Charleston le 3 mars 1861, Toutant de Beauregard rencontre le gouverneur Francis Wilkinson Pickens et inspecte les défenses du port, qu'il trouve en plein désarroi. Il est décrit comme apportant « beaucoup de zèle et d'énergie […] mais peu de connaissances et d'expérience professionnelles ». Le major Robert Anderson à fort Sumter écrit à Washington que Beauregard, qui avait été son élève à West Point en 1837, garantirait que les actions de la Caroline du Sud soient exercées avec « compétence et bon jugement ». Beauregard écrit de son côté à la première capitale confédérée de Montgomery en Alabama qu'Anderson est un « officier le plus galant ». Il envoie plusieurs caisses d'eau-de-vie et de whisky et des boîtes de cigares à Anderson et à ses officiers à Sumter, mais Anderson refuse ces cadeaux.
Début avril, les tensions politiques s'intensifient et Beauregard exige que le fort Sumter se rende avant qu'une expédition prévue de l'Union pour réapprovisionner le fort puisse arriver. Tôt le matin du 12 avril, les négociations avec Anderson échouent et les aides de Beauregard, envoyés pour s'occuper personnellement d'Anderson, ordonnent que les premiers coups de canons de la guerre de Sécession soient tirés de fort Johnson à proximité. Le bombardement du fort Sumter dure 34 heures. Soumis à des milliers de coups de canons tirés par des batteries du port, Anderson ordonne la reddition du fort Sumter le 14 avril. L'historien T. Harry Williams décrit les louanges extravagantes de toute la Confédération lorsque « le héros de Fort Sumter » est reçu pour sa victoire : « Il [est] le premier paladin du Sud »,.
Le 27 mai 1861, il est déchargé de ses fonctions dans l'État de Caroline du Sud, remet le commandement des forces de la milice de Caroline du Sud au gouverneur Pickens et transfère le commandement des forces confédérées de Charleston et de ses environs au colonel Richard Heron Anderson.

#### Première bataille de Bull Run

Carte de la Première bataille de Bull Run au début de celle-ci.
Confedérés
Unionistes

Convoqué dans la nouvelle capitale confédérée de Richmond en Virginie, Toutant de Beauregard reçoit un accueil de héros dans les gares ferroviaires le long du parcours. Le 31 mai 1861, Beauregard succède au brigadier général Milledge Luke Bonham à la tête du département d'Alexandria,. Il hérite ainsi du commandement d'une ligne de défenses face à une offensive fédérale imminente contre la jonction du chemin de fer confédéré à Manassas organisée par Irvin McDowell, l'un de ses camarades de promotion de West Point. Beauregard conçoit des stratégies pour concentrer les forces du général Joseph E. Johnston venant de la vallée de Shenandoah avec la sienne, afin de, non seulement défendre sa position, mais lancer une offensive contre McDowell et Washington. Malgré son ancienneté dans le grade, Johnston manque de familiarité avec le terrain et cède la planification tactique de la bataille imminente à Beauregard à titre de courtoisie professionnelle. Le président confédéré Jefferson Davis considère bon nombre des plans de Beauregard comme impraticables pour une armée aussi inexpérimentée dont les Confédérés disposent en 1861, et tout au long de la guerre, Davis et Beauregard discutent des tendances de ce dernier à concevoir de grandes stratégies basées sur des principes militaires formels. Davis estime qu'il manque à Beauregard une compréhension pragmatique de la logistique, du renseignement, des forces militaires informelles et de la politique.
La Première bataille de Bull Run commence tôt le 21 juillet 1861 avec un élément de surprise pour les deux armées : McDowell et Beauregard prévoient d'envelopper leur adversaire d'une attaque de leur flanc droit. McDowell attaque le premier, traversant le Bull Run et menaçant le flanc gauche de Beauregard. Pendant un certain temps, Beauregard persiste à déplacer ses troupes pour une attaque sur son flanc droit (soit la gauche de McDowell, vers Centreville), mais Johnston l'exhorte à se rendre avec lui sur le flanc menacé d'Henry House Hill (en), qui est faiblement défendu. Voyant la force de l'attaque de l'Union à ce moment-là, Beauregard insiste pour que Johnston quitte la zone d'action immédiate et coordonne la bataille globale à partir d'une position éloignée de quelques kilomètres en retrait du front. Beauregard rallie les troupes, chevauchant parmi les hommes, brandissant les couleurs du régiment et prononçant des discours inspirants. La ligne confédérée tient bon.
Alors que les dernières troupes de Johnston arrivent de la vallée de Shenandoah, les Confédérés lancent une contre-attaque qui met en déroute l'armée de l'Union, la renvoyant en désordre vers Washington. L'historien William C. Davis attribue à Johnston la majorité des décisions tactiques qui mènent à la victoire, jugeant durement que « Beauregard [agit] principalement comme un général [de peu d'importance], dirigeant la charge d'un régiment individuel, chevauchant la ligne pour encourager les troupes, acceptant les cris d'acclamation des soldats et les complétant tour à tour. Le [moment le] plus proche [où] il [vient] à une décision tactique majeure [est] son intention éphémère de se retirer de la ligne d'Henry Hill quand il [a] brièvement pris l'avance des renforts de Johnston pour l'arrivée de nouvelles troupes de l'Union ». Néanmoins, Beauregard reçoit l'essentiel des éloges de la presse et du grand public. Le 23 juillet, Johnston recommande au président Davis que Beauregard soit promu général de division. Davis approuve, et la date de promotion de Beauregard est établie comme la date de sa victoire, le 21 juillet.

Le drapeau de bataille de la Confédération.

Après Bull Run, Toutant de Beauregard préconise l'utilisation d'un drapeau de bataille standardisé autre que le drapeau national confédéré surnommé « Stars and Bars » (« Étoiles et barres ») pour éviter toute confusion visuelle avec le drapeau des États-Unis arboré par l'Union. Il travaille avec Johnston et William Porcher Miles pour créer le drapeau de bataille confédéré. Les femmes confédérées visitant l'armée de Beauregard apportent de la soie issue de leurs robes, ce qui permet de créer les trois premiers drapeaux : pour Beauregard, Johnston et Earl Van Dorn. Ainsi les premiers drapeaux tiennent plus du rose féminin que du rouge martial,. Cependant, le drapeau de bataille officiel a un fond rouge avec des étoiles blanches. Tout au long de sa carrière, il travaille pour faire adopter le drapeau et il contribue à en faire le symbole de ralliement le plus populaire de la Confédération.
Alors que l'armée se prépare à l'hiver, Beauregard cause des frictions considérables avec le haut commandement confédéré. Il préconise fortement une invasion du Maryland pour menacer le flanc et l'arrière de la capitale Washington. Son plan étant repoussé car jugé irréalisable, il demande une réaffectation à La Nouvelle-Orléans, qui, selon lui, va être sous la menace de l'Union dans un proche avenir. Sa demande est rejetée. Il se dispute avec le commissaire général Lucius Bellinger Northrop — un ami personnel de Davis — au sujet des réserves matérielles et des vivres inadéquats dont dispose son armée. Il fait des déclarations publiques contestant la capacité du secrétaire de la guerre confédéré de donner des ordres à un général de plein droit. Il enrage le président Davis lorsque son rapport sur Bull Run est imprimé dans un journal, ce qui suggère que l'ingérence de Davis dans les plans de Beauregard empêche la poursuite et la destruction complète de l'armée de McDowell et la capture de Washington,,.

#### Shiloh et Corinth
| |  |  |
| Carte de la bataille de Shiloh, dans l'après-midi du 6 avril 1862, après sa prise de commandement par Beauregard puis la contre-attaque de l'Union le lendemain par Ulysses S. Grant renforcé par Don Carlos Buell. |  |  |

Devenant un symbole politique en Virginie, à compter du 14 mars 1862, Toutant de Beauregard est transféré dans le Tennessee pour devenir commandant en second du général Albert Sidney Johnston dans son Armée du Mississippi. Les deux généraux planifient la concentration des forces confédérées pour s'opposer à l'avancée du major général de l'Union Ulysses S. Grant avant qu'il ne puisse combiner son armée avec celle du major général Don Carlos Buell vers Corinthe, dans le Mississippi, au-delà de la rivière Tennessee. La marche vers Corinthe est marquée par des intempéries qui retardent l'arrivée de l'armée de plusieurs jours, et pendant ce temps, plusieurs contacts sont faits avec des éclaireurs de l'Union. Pour cette raison, Beauregard sent que l'élément de surprise est perdu et recommande de suspendre l'attaque, mais Johnston décide de poursuivre le plan. Lors de la bataille de Shiloh, qui commence le 6 avril 1862, les Confédérés lancent une attaque surprise contre l'Armée du Tennessee de Grant, qui, malgré des jours de rapports antérieurs sur les mouvements de troupes confédérées, ignore complètement que l'Armée du Mississippi arrive sur elle. Une fois de plus, un général plus âgé du nom de Johnston se reporte sur le plus jeune Beauregard pour planifier l'attaque. L'attaque frontale massive est entachée par une mauvaise organisation des forces par ce dernier : il réalise des attaques successives par des corps étirés le long d'une ligne de près de cinq kilomètres plutôt que d'attribuer à chaque corps une partie de la ligne pour un assaut côte à côte. Cet arrangement provoque un brassage d'unités et une confusion de commandement empêchant de concentrer une frappe à l'endroit approprié sur la ligne. Au milieu de l'après-midi, Johnston, qui est près du front de la bataille, est mortellement blessé. Beauregard, positionné à l'arrière de l'armée pour envoyer des renforts en avant, assume le commandement de l'armée et du district trans-Mississippi de Johnston (officiellement désigné « Département numéro 2 »). Alors que l'obscurité tombe, il choisit d'annuler l'attaque contre la dernière ligne défensive de Grant, qui s'était regroupée en un demi-cercle serré, aidé par la rivière Tennessee à Pittsburg Landing,,,.
La décision de Beauregard est l'une des plus controversées de la guerre de Sécession. De nombreux vétérans et historiens se demandent ce qui aurait pu se passer si l'attaque s'était poursuivie dans la nuit. Il estime alors que la bataille est essentiellement gagnée et que ses hommes pourraient poursuivre Grant le lendemain matin. Il sait que le terrain à traverser — un ravin escarpé contenant un ruisseau nommé Dill Branch — est extrêmement peu praticable et que la ligne défensive de Grant est soutenue par de l'artillerie et des canonnières située dans la rivière. À l'insu de Beauregard, l'armée de Buell venant de l'Ohio commence à arriver cet après-midi, et lui et Grant lancent une contre-attaque massive le 7 avril. Accablés, les Confédérés se retirent à Corinthe,.
Grant est temporairement déshonoré par l'attaque surprise et la quasi-défaite, ce qui amène son supérieur, le major général Henry Wager Halleck, à assumer le commandement sur le terrain des armées combinées. Halleck s'approche prudemment et lentement des fortifications de Beauregard à Corinthe et son action est devenue dérisoirement appelée le « siège » de Corinthe. Beauregard se retire de Corinthe le 29 mai pour Tupelo dans le Mississippi. Il réussit à tromper Halleck en lui faisant croire que les Confédérés sont sur le point d'attaquer et il fait circuler des trains vides dans les deux sens à travers la ville pendant que les troupes applaudissent afin de faire croire l'arrivée massive de renforts. Beauregard bat en retraite à cause de la force écrasante de l'Union et à cause de l'approvisionnement en eau contaminée à Corinthe. En avril et mai, les Confédérés perdent presque autant d'hommes par maladie à Corinthe qu'ils ont de tués lors de la bataille de Shiloh. Néanmoins, son départ de la jonction ferroviaire critique de Corinthe sans combat est une autre décision controversée. Lorsque Beauregard, malade, part se reposer sans avoir demandé l'autorisation à l'avance, le président Davis le relève de ses fonctions et le remplace par le général Braxton Bragg,.

#### Retour à Charleston

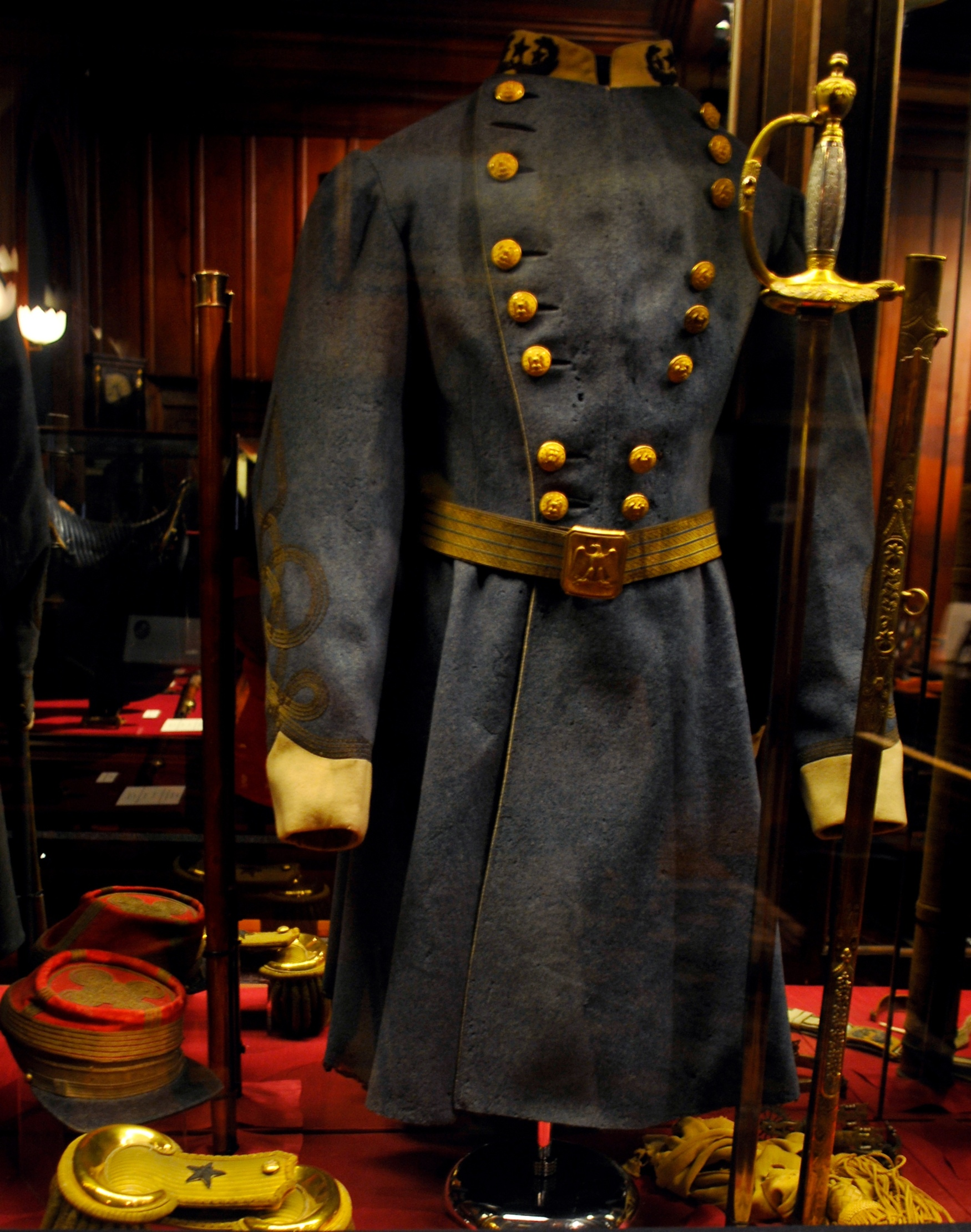
Uniforme de Beauregard exposé au Confederate Memorial Museum de Columbus au Texas.

À la demande de Toutant de Beauregard, ses alliés du Congrès confédéré demandent à Davis de rétablir son commandement dans l'Ouest. Davis persiste à reprocher à Beauregard son absence. Il écrit : « Si le monde entier me demandait de remettre le général Beauregard au commandement que j'ai déjà donné au général Bragg, je le refuserais ». Beauregard reçoit l'ordre de rejoindre Charleston et de prendre le commandement des défenses côtières de Caroline du Sud, de Géorgie et de Floride, remplaçant le major général John C. Pemberton. Ce dernier est promu lieutenant général et transféré pour commander les défenses de Vicksburg, dans le Mississippi.
Beauregard n'est pas satisfait de sa nouvelle affectation, estimant qu'il mérite le commandement de l'une des grandes armées de campagne confédérées. Il réussit cependant à empêcher la capture de Charleston par des attaques navales et terrestres de l'Union en 1863. Le 7 avril 1863, le contre-amiral Samuel Francis Du Pont, commandant le blocus de l'Union dans l'Atlantique Sud, mène une attaque avec des cuirassés à coque en fer contre fort Sumter. Celle-ci est repoussée par des tirs d'artillerie des forces de Beauregard. De juillet à septembre 1863, les forces terrestres de l'Union sous le commandement de Quincy Adams Gillmore lancent une série d'attaques contre le fort Wagner sur Morris Island et d'autres fortifications à l'embouchure du port, tandis que le contre-amiral John A. Dahlgren tente de détruire fort Sumter. Comme cette dernière opération échoue, la capture réussie par l'Union de Morris Island ne permet pas de menacer Charleston.
Au cours de cette période, Beauregard utilise des stratégies de défense navale innovantes telles que l'expérimentation précoce de sous-marins — à l'exemple du CSS H. L. Hunley —, de mines navales (appelée « torpille » pendant la guerre) et d'un petit navire appelé « torpille-bélier ». Ce bateau rapide est équipé d'une mine placée sur un poteau s'étendant depuis sa proue sous l'eau, il peut être utilisé pour surprendre un navire ennemi et l'empaler sous la ligne de flottaison. Il est également occupé à élaborer des stratégies pour d'autres généraux de la Confédération. Il propose que certains des gouverneurs des États rencontrent les gouverneurs de l'Union des États occidentaux — les actuels États du Midwest — pour une conférence de paix. L'administration Davis rejette l'idée, mais elle provoque des manœuvres politiques considérables par les ennemis de Davis au Congrès. Beauregard propose également un plan stratégique d'envergure — soumis anonymement par ses alliés politiques afin qu'il ne soit pas entaché par sa réputation — pour renforcer les armées occidentales aux dépens de l'armée de Robert Lee en Virginie, détruire l'armée fédérale du Tennessee, ce qui forcerait Ulysses S. Grant à soulager la pression sur Vicksburg et manœuvrerait son armée. L'armée confédérée continuerait ici jusqu'en Ohio et inciterait les États occidentaux à s'allier avec la confédération. Pendant ce temps, une flotte de torpilles-béliers construites en Angleterre pourrait être utilisée pour reprendre La Nouvelle-Orléans, mettant ainsi fin à la guerre. Rien n'indique cependant que ce plan ait été officiellement présenté au gouvernement,.
Alors qu'il rend visite à ses forces en Floride, qui viennent de repousser une avance de l'Union à Jacksonville, Beauregard reçoit un télégramme selon lequel sa femme est morte le 2 mars 1864. Habitant La Nouvelle-Orléans occupée par l'Union, elle était gravement malade depuis deux ans. Un journal local partisan de l'Union publie une opinion selon laquelle son état s'est aggravé par les actes de son mari. Cette opinion est si négativement accueillie que 6 000 personnes assistent à ses funérailles. Le major général Nathaniel Prentice Banks met à disposition un bateau à vapeur pour transporter son corps en amont du Mississippi pour permettre l'enterrement dans sa paroisse natale. Beauregard note qu'il aimerait sauver « sa tombe sacrée » à la tête d'une armée.

#### Richmond et Petersburg
En avril 1864, Beauregard ne voit que peu de possibilités de gloire militaire car il prévoit qu'il n'y aura plus d'attaques importantes contre Charleston et les perspectives d'un commandement de campagne majeur sont alors peu probables. Il demande un congé pour se remettre de la fatigue et d'une maladie chronique de la gorge, mais il reçoit plutôt l'ordre de se présenter à Weldon en Caroline du Nord, près de la frontière avec la Virginie, pour jouer un rôle clé dans la défense de l'État. Sa nouvelle affectation, le département de Caroline du Nord et Cape Fear, comprend également la Virginie au sud de la rivière James. Lorsqu'il prend le commandement le 18 avril, il le renomme, de sa propre initiative, Département de Caroline du Nord et de Virginie du Sud. Les Confédérés se préparent pour l'offensive de printemps du lieutenant général Ulysses S. Grant et craignent que des attaques au sud de Richmond n'interrompent les lignes d'approvisionnement critiques de Richmond et de l'armée de Robert Lee,.

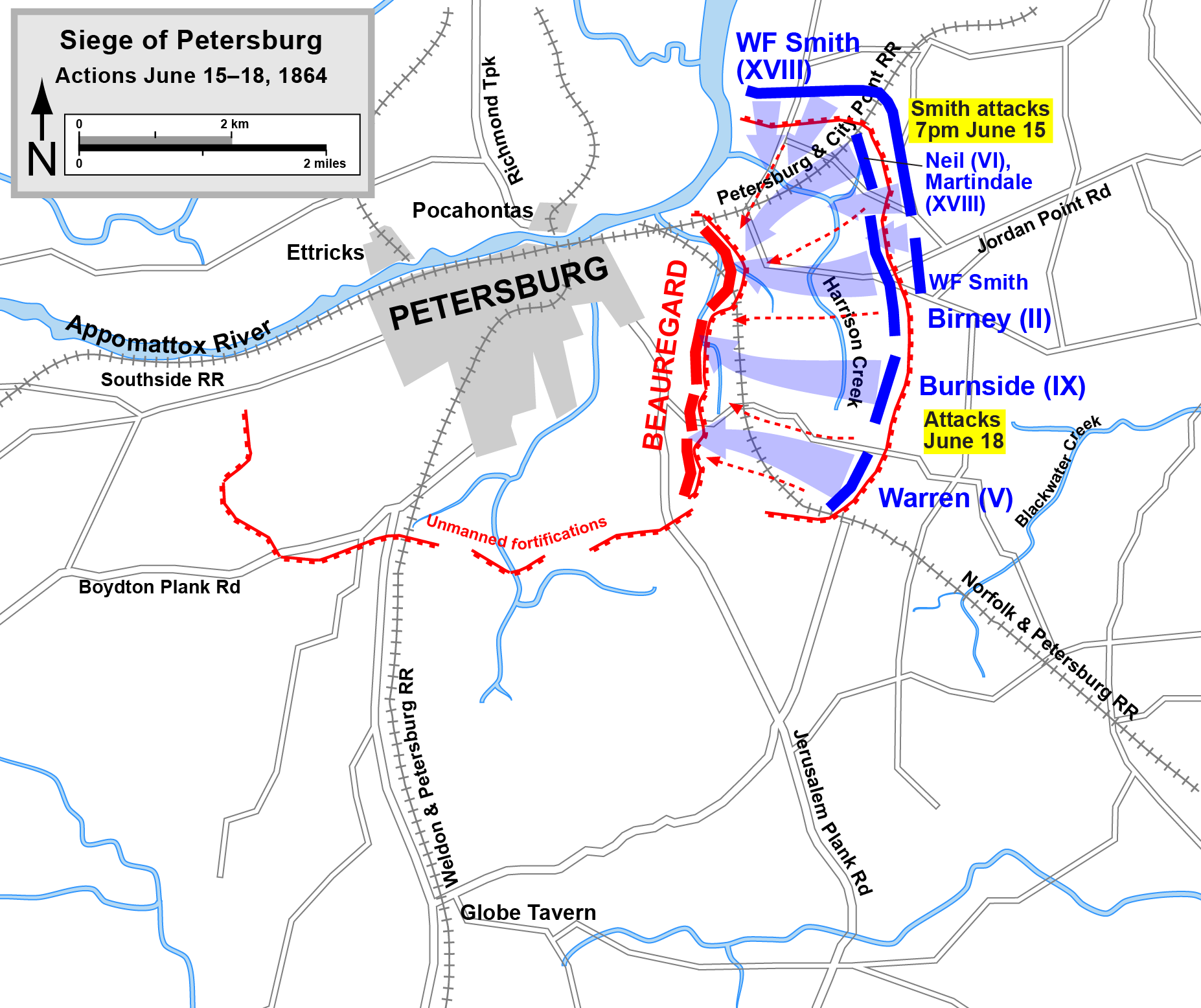
Carte de la Seconde bataille de Petersburg et de la résistance de Beauregard face aux assauts de l'Union les 15, 16, 17 et 18 juin.

Alors que Grant se déplace vers le sud contre Lee dans l'Overland Campaign, le major général Benjamin Franklin Butler lance la campagne de Bermuda Hundred avec des débarquements sur la rivière James. Beauregard réussit à faire pression sur le conseiller militaire de Jefferson Davis, Braxton Bragg, pour empêcher que des unités importantes de sa petite force soient transférées au nord de Richmond pour aider Lee. Son action opportune, couplée aux erreurs militaires de Butler, annule la menace de ce dernier sur Petersburg et la ligne d'approvisionnement de Lee. Avec ce secteur stabilisé, la pression commence à augmenter pour transférer des troupes du front de Beauregard à celui de Lee. Beauregard envoie une division « celle du major général Robert Hoke » à Lee pour la bataille de Cold Harbor, mais Lee en souhaite plus et prend la décision d'offrir à Beauregard le commandement de l'aile droite de l'Armée de Virginie du Nord pour sa coopération. Beauregard répond d'une manière passive-agressive : « Je suis prêt à tout pour notre succès, mais je ne peux pas quitter mon Département sans ordre du Département de la Guerre ».
Après Cold Harbor, Lee et le haut commandement confédéré ne peuvent anticiper le prochain mouvement de Grant mais le sens stratégique de Beauregard lui permet de faire une prédiction prophétique : Grant traverserait la rivière James et tenterait de s'emparer de Petersbourg, qui est légèrement défendue, mais critique par ses jonctions ferroviaires soutenant Richmond et Lee. Malgré les appels persistants à renforcer ce secteur, Beauregard ne réussit pas à convaincre son commandement du danger. Le 15 juin, sa faible force de « 5 400 hommes » comprenant de jeunes garçons, des vieillards et des patients des hôpitaux militaires résiste à l'assaut de 16 000 Unionistes, dans ce qui est appelé la seconde bataille de Petersburg. Il fait le pari de retirer ses défenses de Bermuda Hundred pour renforcer la ville, supposant correctement que Butler ne profiterait pas de l'ouverture. Son pari réussit et il tient Petersburg assez longtemps pour que l'armée de Lee arrive. C'est là, sans doute, sa meilleure performance de combat de la guerre.
Beauregard continue à commander les défenses de Petersburg au début du siège, mais avec la perte du chemin de fer de Weldon dans la bataille de Globe Tavern du 18 au 21 août, il est critiqué pour ne pas avoir attaqué avec plus de force et devient mécontent du commandement sous Lee. Il espère un commandement indépendant, mais ses désirs sont contrecarrés dans deux cas : Lee choisit le lieutenant général Jubal Anderson Early pour diriger une expédition vers le nord à travers la vallée de Shenandoah et menacer Washington, et Davis choisit le lieutenant général John Bell Hood pour remplacer le faiblissant Joseph E. Johnston dans la campagne d'Atlanta.

#### Retour dans l'ouest
Après la chute d'Atlanta en septembre 1864, le président Davis envisage de remplacer John Bell Hood du commandement de l'Armée du Tennessee et il demande à Robert Lee de savoir si Beauregard serait intéressé. Ce dernier est en effet intéressé, mais il n'est pas su si Davis a sérieusement envisagé la nomination et il décide finalement de conserver Hood. Davis rencontre Beauregard à Augusta, en Géorgie, le 2 octobre et lui offre le commandement du Département de l'Ouest nouvellement créé, responsable des cinq États du Sud, de la Géorgie au Mississippi, avec les armées de Hood et Richard Taylor sous son commandement. Cependant, c'est un travail ingrat qui se limite à des responsabilités logistiques et consultatives, sans véritable contrôle opérationnel des armées à moins qu'il ne les rejoigne en personne lors d'une urgence. Toutefois, soucieux de retourner sur le terrain, il accepte la mission,,.

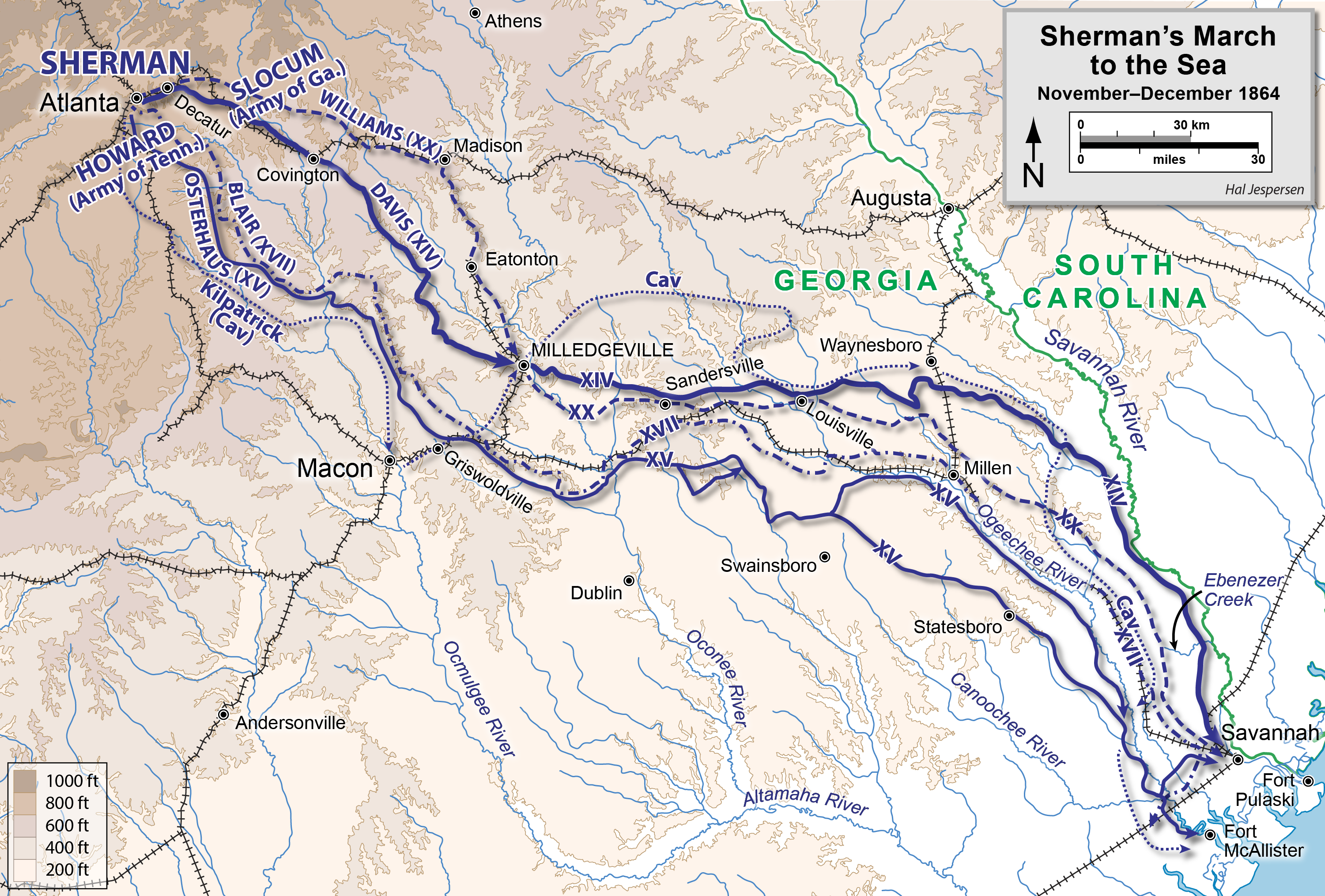
Marche de Sherman vers la mer.

La principale opération sur le terrain de l'automne est la campagne de Franklin-Nashville de Hood, une invasion du Tennessee, qu'il entreprend sous les ordres de Beauregard et Davis. Toutant de Beauregard reste toujours en contact avec Hood, malgré tous les obstacles qui se dressent sur le chemin de ce dernier général. Les deux développent plus tard une amitié qui dure jusqu'à la mort de Hood en 1879, après quoi Beauregard devient président du Hood Relief Committee et organise la publication des mémoires de Hood, Advance and Retreat, afin d'accompagner les enfants orphelins de Hood.
Pendant que Hood voyage à travers l'Alabama et dans le Tennessee, le major général William Tecumseh Sherman commence sa marche vers la mer d'Atlanta à Savannah, ce qui attire l'attention de Beauregard sur la Géorgie. Il ne parvient pas à arrêter, ou même retarder, l'avancée de Sherman. Il a des forces locales inadéquates et est réticent à retirer les défenses d'autres endroits pour les concentrer contre Sherman. En outre, Sherman fait un excellent travail en leurrant les Confédérés quant aux cibles intermédiaires et finales de sa marche. Savannah tombe le 21 décembre et l'armée de Sherman commence à marcher vers le nord en Caroline du Sud en janvier. Fin décembre également, Beauregard découvre que l'armée de Hood est gravement décimée lors de sa défaite lors de la bataille de Nashville car il n'y a plus que très peu d'hommes en état de combattre pour s'opposer à l'avance de Sherman,.
Toutant de Beauregard tente de concentrer ses petites forces avant que Sherman ne puisse atteindre Columbia, en Caroline du Sud, la capitale de l'État. Ses dépêches urgentes à Richmond sont traitées avec incrédulité : Davis et Robert Lee — désormais général en chef de toutes les armées confédérées — ne peuvent pas croire que Sherman avance sans ligne d'approvisionnement aussi rapidement que Beauregard l'observe. Préoccupé également par ce qu'il considère comme la « faible santé » de Beauregard, Lee recommande à Davis qu'il soit remplacé par Joseph E. Johnston. Le changement de commandement intervient le 22 février et Beauregard, bien que coopératif et courtois envers Johnston, est amèrement déçu de son remplacement. Pour le reste de la guerre, Beauregard est le subordonné de Johnston, affecté à des affaires courantes sans responsabilités au combat. Johnston et Beauregard rencontrent le président Davis le 13 avril et leur évaluation de la situation confédérée aide à convaincre Davis que Johnston doit rencontrer Sherman pour négocier une reddition de son armée. Les deux hommes se rendent à Sherman près de Durham, en Caroline du Nord, le 26 avril 1865, et sont libérés à Greensboro le 2 mai. Beauregard se rend à Mobile puis prend un navire pour rejoindre sa ville natale de La Nouvelle-Orléans,. En août de la même année, la maison de Beauregard est entourée de soldats qui soupçonnent qu'il héberge Edmund Kirby Smith. Beauregard se plaint au général Philip Sheridan qui exprime son mécontentement face au traitement de son ancien ennemi.

### Après la guerre
Après la guerre, Beauregard est réticent à demander l'amnistie en tant qu'ancien officier confédéré en prêtant publiquement un serment de loyauté, mais Lee et Johnston lui conseillent de le faire, ce qu'il fait devant le maire de La Nouvelle-Orléans le 16 septembre 1865. Il est l'un des nombreux officiers confédérés à obtenir une grâce de la part du président Andrew Johnson le 4 juillet 1868. Son dernier privilège en tant que citoyen américain, le droit de se porter candidat à une charge publique, est rétabli lorsqu'il en fait la demande au Congrès et que le projet de loi en son nom est signé par le président Ulysses S. Grant le 24 juillet 1876.

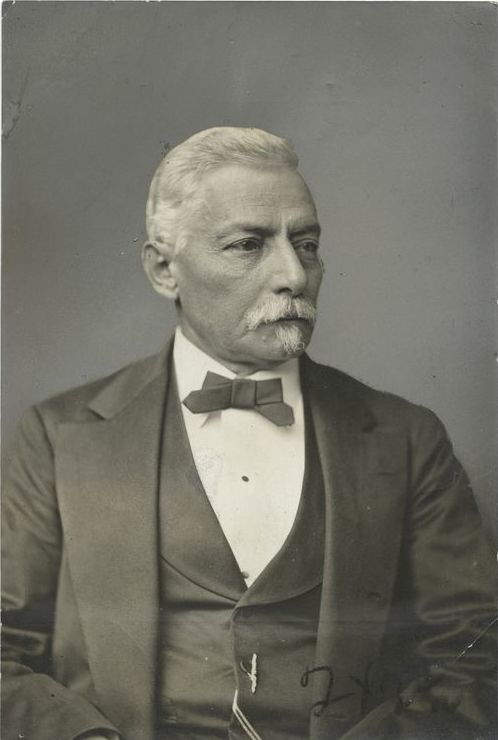
Beauregard, après guerre.

Beauregard poursuit une position dans l'armée brésilienne en 1865, mais décline l'offre des Brésiliens. Il affirme que l'attitude positive du président Johnson envers le Sud avait influencé sa décision. « Je préfère vivre ici, pauvre et oublié, que d'être doté d'honneur et de richesses dans un pays étranger ». Il décline également les offres de prendre le commandement des armées de la Roumanie et de l'Égypte.
En tant que démocrate, Beauregard travaille pour mettre fin à la domination républicaine pendant la Reconstruction. Son indignation face aux excès perçus de la Reconstruction, tels que l'imposition foncière lourde, est la principale source de son indécision sur le fait de rester aux États-Unis et de ses contacts avec des armées étrangères, ce qui dure jusqu'en 1875. Il est actif au sein du Parti réformiste, une association d'hommes d'affaires conservateurs de La Nouvelle-Orléans en faveur des droits civiques et du vote pour les anciens esclaves, espérant former des alliances entre les Afro-Américains et les démocrates pour voter contre les républicains radicaux dans la législature de l'État,.
Toutant de Beauregard occupe son premier emploi après la guerre en octobre 1865 en tant qu'ingénieur en chef et surintendant général du chemin de fer New Orleans, Jackson and Great Northern. En 1866, il est promu président, poste qu'il conserve jusqu'en 1870, date à laquelle il est évincé lors d'une prise de contrôle hostile. Ce travail chevauche celui de président du New Orleans and Carrollton Railroad (en) entre 1866 et 1876, où il invente un système de tramway à traction par câble qu'il brevette et fait la démonstration en 1869. Une fois de plus, Beauregard réussit financièrement mais est licencié par des actionnaires qui souhaitent prendre la direction directe de l'entreprise,.
Après la perte de ces deux postes de direction dans les chemins de fer, il passe brièvement du temps dans diverses entreprises et activités de génie civil, mais sa richesse personnelle est assurée lorsqu'il est recruté comme superviseur de la Louisiana State Lottery Company en 1877. Lui et l'ancien confédéré le général Jubal Early font de nombreuses apparitions publiques, conférant une certaine respectabilité à l'entreprise. Pendant quinze ans, les deux généraux occupent ces postes mais le public s'oppose aux jeux de hasard parrainés par le gouvernement et la loterie est fermée par le législateur,.
Les écrits militaires de Beauregard comprennent Principles and Maxims of the Art of War (Principes et maximes de l'art de la guerre, 1863), Report on the Defense of Charleston (Rapport sur la défense de Charleston, 1891) et Commentary on the Campaign and Battle of Manassas (Un commentaire sur la campagne et la bataille de Manassas, 1891). Il est le co-auteur non crédité de The Military Operations of General Beauregard in the War Between the States (Les opérations militaires du général Beauregard dans la guerre entre les États, 1884) de son ami Alfred Roman. Il contribue à un article sur la Première bataille de Bull Run dans le Century Illustrated Monthly Magazine en novembre 1884. Au cours de ces années, Beauregard et Davis publient une série d'accusations amères et de contre-accusations se reprochant rétrospectivement la défaite confédérée,,.
Beauregard est adjudant-général de la milice d'État de Louisiane entre 1879 et 1888. En 1888, il est élu commissaire des travaux publics de La Nouvelle-Orléans. Lorsque John Bell Hood et sa femme meurent en 1879, laissant dix orphelins démunis, Beauregard utilise son influence pour publier les mémoires de Hood en s'assurant que tous les bénéfices soient remis aux enfants. Il est nommé par le gouverneur de Virginie pour être le grand maréchal des festivités associées à la pose de la pierre angulaire de la statue de Robert Lee à Richmond. Mais quand Jefferson Davis meurt en 1889, Beauregard refuse l'honneur de diriger le cortège funèbre, précisant : « Nous avons toujours été ennemis. Je ne peux pas prétendre que je suis désolé qu'il soit parti. Je ne suis pas hypocrite »,.

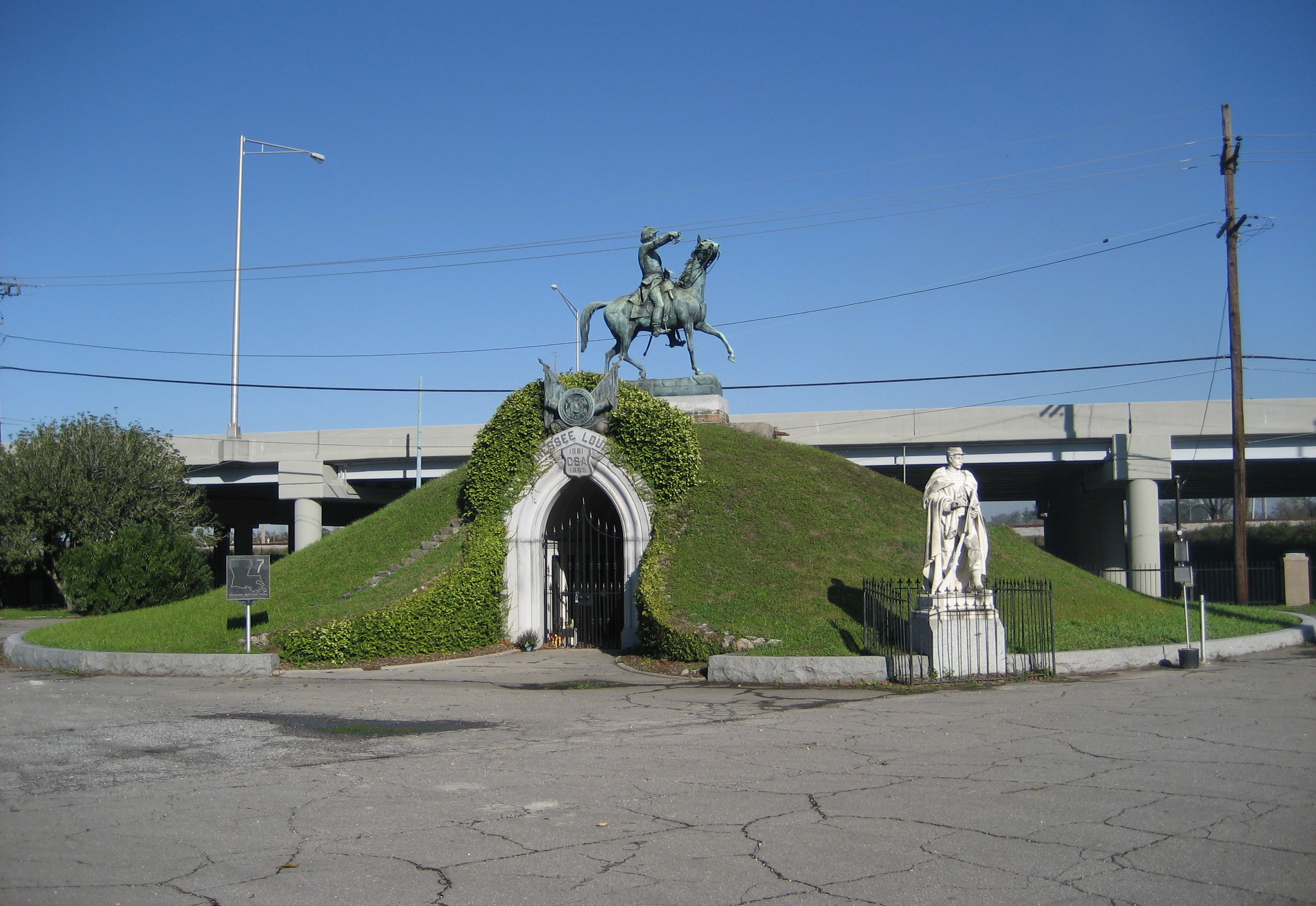
Le monument à l'Armée du Tennessee du cimetière de Metairie où est enterré Beauregard.

Beauregard meurt dans son sommeil à La Nouvelle-Orléans le 20 février 1893,. La cause de la mort est enregistrée comme « une maladie cardiaque, une insuffisance aortique et probablement une myocardite ». Edmund Kirby Smith, le dernier général survivant de la Confédération, est notamment présent lors de sa veillée funèbre et Beauregard est enterré dans le monument à l'Armée du Tennessee du cimetière de Metairie,,,.

### Droits civiques
Immédiatement après la guerre de Sécession, après avoir été insulté et ridiculisé dans son propre camp, perdant le droit de vote et scandalisé par la confiscation de ses propriétés qu'il possédait avant la guerre tout près de la ville de Memphis, transformées en habitations et école pour esclaves affranchis, il écrit des lettres à son ami John Slidell à propos de son opinion sur la population noire émancipée. Il écrit notamment que les gens de couleur sont inférieurs, ignorants et indolents. Il prédit « qu'en soixante-quinze ans la race de couleur disparaîtra d'Amérique avec les Indiens et les bisons » et que les Noirs seront contrôlés politiquement par les Blancs.
Au cours des années suivantes, l'opinion de Beauregard sur les Noirs change. En mars 1867, les républicains radicaux imposent le suffrage noir et Beauregard écrit une lettre largement publiée qui conseille aux gens d'accepter cette nouvelle situation, plutôt que s'y opposer vainement. Il estime que, grâce au droit de vote des esclaves affranchis et à la coopération, les excès de la Reconstruction radicale, comme le fardeau des lourdes taxes, peuvent être surmontés afin de créer de meilleures conditions pour le Sud. Son changement d'opinion pragmatique est illustré quand il écrit que « le Noir est né dans le Sud ; avec un peu d'éducation et des qualifications en matière de propriété, il peut être amené à s'intéresser suffisamment aux affaires et à la prospérité du Sud pour assurer un vote intelligent ».
En 1868, alors que Toutant de Beauregard est en vacances à White Sulphur Springs en Virginie-Occidentale, il est invité par Robert Lee avec d'autres confédérés célèbres et William Starke Rosecrans, un ancien général et homme politique de l'Union. Le but de la réunion est de combattre l'accusation par les Républicains que les Sudistes majoritairement démocrates ne peuvent pas traiter équitablement les Noirs. Le résultat de la réunion est un document signé par les parties présentes, dont Beauregard, indiquant que le Sud accepte les résultats de la guerre et de l'émancipation et qu'ils sont bienveillants envers les Noirs mais qu'il y existe une opposition à leur exercice du pouvoir politique.

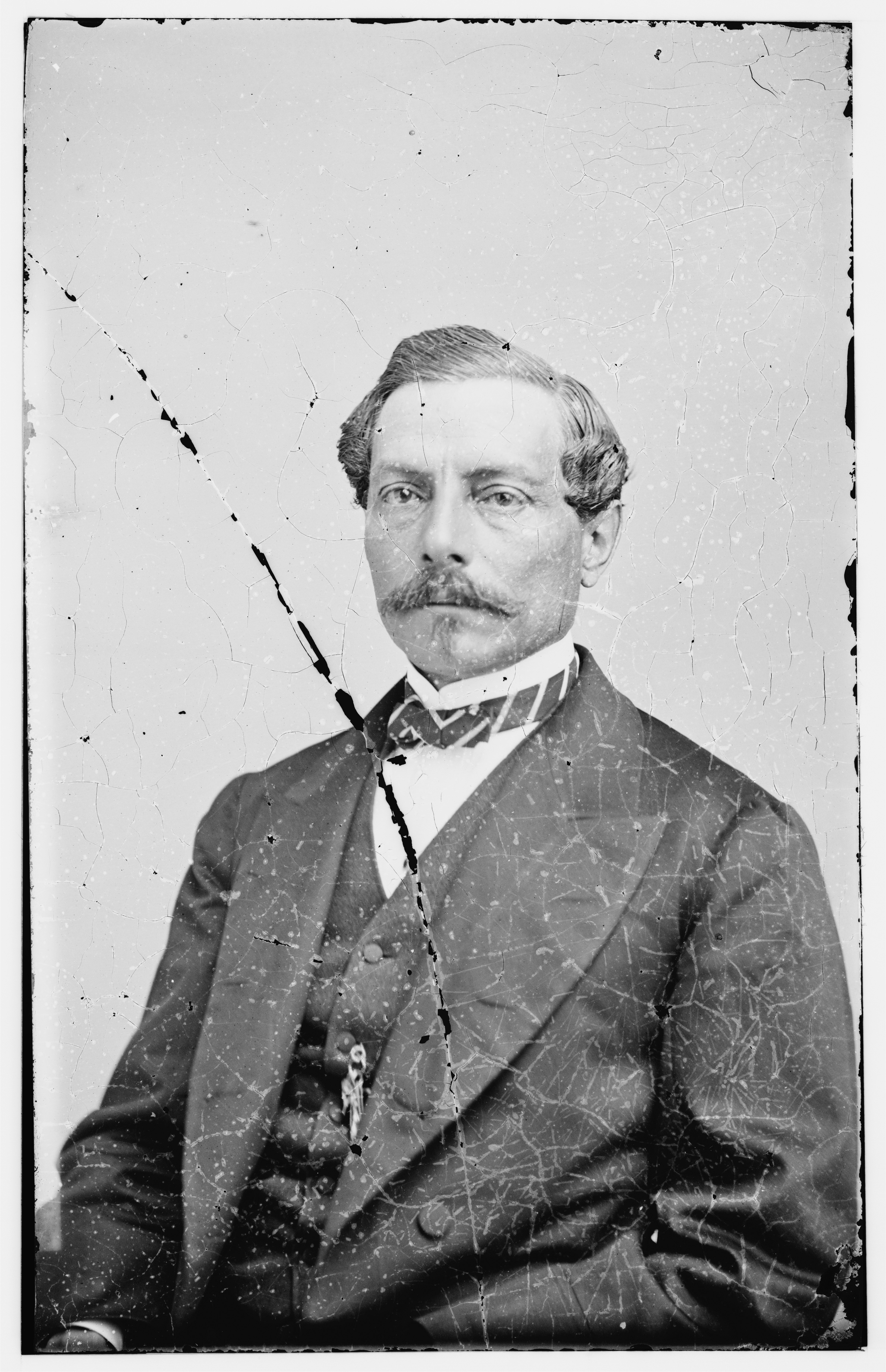
Portrait de Beauregard (entre 1860 et 1870).

Rosecrans accorde une interview à son retour dans le nord et décrit les efforts de Lee comme sincères mais faibles. Il note au sujet du charisme de Beauregard : « À côté de Lee, certainement [faible]. Prenez-le seul, cependant, et il vous paraît rapide, prêt et incisif — […] un homme du monde, un bon commercial, un Français intelligent et actif — Mais avec Lee, il [est en retrait] ». Lorsque Rosecrans se fait questionner quant à la sincérité des généraux sudistes sur le vote des Noirs, il répond : « Lee ne le fera pas, probablement, mais Beauregard le fera. Il y est favorable et s'est exprimé en ce sens devant moi. »
En 1872, le Parti réformiste s'est formé en Louisiane et il est composé d'hommes d'affaires conservateurs de La Nouvelle-Orléans, prônant un gouvernement d'État économique et la reconnaissance des droits civiques et politiques des esclaves affranchis, soutenant que le pouvoir politique noir est une réalité et doit être accepté. Beauregard est l'un des principaux membres du groupe. Le Parti réformiste tente de coordonner ses efforts au niveau de l'État avec le Parti démocrate afin d'élire un gouverneur non républicain. Beauregard, cependant, a des préférences différentes pour les candidats à la présidence. Il approuve dans une lettre publique le candidat républicain libéral Horace Greeley, qui à l'époque se présente contre Ulysses S. Grant. Beauregard appelle « à la paix, à la réconciliation, à l'oubli des vieilles querelles et à une union des conservateurs pour éliminer la corruption et l'extravagance du gouvernement ».
En 1873, le Parti réformiste lance un plan détaillé et spécifique pour induire la coopération entre Blancs et Noirs dans une union politique. Le plan prévoit la création du mouvement d'unification de la Louisiane, approuvé en masse par la suite par des lettres et des entretiens dans les journaux. La majorité des communications provient d'hommes d'affaires qui déclarent être prêts à travailler avec des Noirs et à reconnaître leur égalité politique et civique s'ils acceptent de coopérer pour faire réduire les impôts républicains élevés. Le slogan du mouvement d'unification est « Égalité des droits ! Un drapeau ! Un pays ! Un peuple ! ».
Beauregard approche le lieutenant-gouverneur Caesar Antoine, qui est un Républicain noir, et invite cinquante grandes familles blanches et cinquante familles noires à se réunir le 16 juin 1873. Côté Blancs, il s'agit des personnes importantes de la communauté dans le domaine des affaires commerciales, juridiques et journalistiques, et les dirigeants de presque toutes les entreprises et banques de la ville y participent. Côté Noirs, il s'agit des Créoles de couleur, riches et cultivés qui sont aisés et ont été affranchis avant la guerre. Beauregard est le président du comité des résolutions et il y déclare : « Je suis persuadé que la relation naturelle entre les Blancs et les [Noirs] est celle de l'amitié, je suis persuadé que leurs intérêts sont identiques ; que leurs destins dans cet État, où les deux races sont également divisées, sont liés, et qu'il n'y a pas de prospérité en Louisiane qui ne doit pas être le résultat de leur coopération. Je suis également convaincu que les maux anticipés par certains hommes de l'application pratique de l'égalité des droits sont pour la plupart imaginaires et que la relation des races dans l'exercice de ces droits s'adaptera rapidement à la satisfaction de tous ». Le résultat de la réunion est un rapport qui prône une égalité politique complète pour les Noirs, une répartition égale des fonctions de l'État entre les races et un plan selon lequel les Noirs deviendraient propriétaires fonciers. Il dénonce également la discrimination, en raison de la couleur, dans l'embauche d'ouvriers ou dans la sélection des administrateurs des entreprises, et appelle à l'abandon de la ségrégation dans les transports publics, les lieux publics, les chemins de fer, les vapeurs et les écoles publiques. Beauregard fait valoir que les Noirs « ont déjà l'égalité et que les Blancs doivent accepter ce dur fait ».
Beauregard mène une vie paradoxale puisqu'au lieu de ce qu'il semble être la cause du Sud pour laquelle il a combattu, contrairement à de nombreux ex-confédérés, il ne regarde pas le passé « la plantation du Sud et les gloires douces de l'ancien régime » mais espère un avenir meilleur pour une communauté mixte en Louisiane, à l'image de La Nouvelle-Orléans et de son delta animé. Son attitude de défense de la cause des esclaves affranchis, se déclarant pour leur droit de vote et pour l'égalité des droits, est une attitude rare chez les généraux confédérés. Une des explications pourrait être ses origines. Beauregard, dans ses années de jeune adulte, avait servi principalement avec des Anglo-Américains dans l'armée américaine ce qui est une rareté pour un Créole de Louisiane. Pendant les années sanglantes de la guerre civile, il combat presque exclusivement avec les confédérés anglo-américains, dont les attitudes dominantes sont anti-catholiques et anti-étrangers. Malgré le respect des hommes qu'il commande, il n'est donc pas considéré avec autant d'estime par ses pairs que d'autres généraux.
À la mort et aux funérailles de Beauregard en 1893, Victor E. Rillieux, un Créole de couleur et poète qui a écrit des poèmes pour de nombreux militants contemporains célèbres des droits civiques, dont Ida B. Wells, est ému par son décès et écrit un poème intitulé « Dernier Hommage ».
Oh ! chez lui l'on peut dire avec toute franchise,  

Qu'en tout temps l'on trouvait un [vrai]ment beau regard 

Pour l'humble vétéran, pour la veuve soumise 

Aux coups du dur destin, frappant sans nul égard !  

Noble, grand, généreux ; durant sa longue vie 

Jamais le noir soupçon par son fatal venin 

Ne put même effleurer sa gloire, son génie,  

Lui donnant l'une et l'autre un prestige divin !  

Tendre époux, bon soldat et chevalier créole,  

Son nom, dictame saint aux cœurs louisianais,  

Resplendira toujours, ainsi que l'auréole 

Qui partant d'un ciel pur brille et ne meurt jamais !  

Sur la tombe où repose un guerrier magnanime,  

Près de ses compagnons morts en braves soldats,  

Je viens y déposer pour tout gage d'estime 

Une modeste palme à leur noble trépas !
— Victor E. Rillieux, Dernier Hommage, Au Général Toutant Beauregard

### Hommages

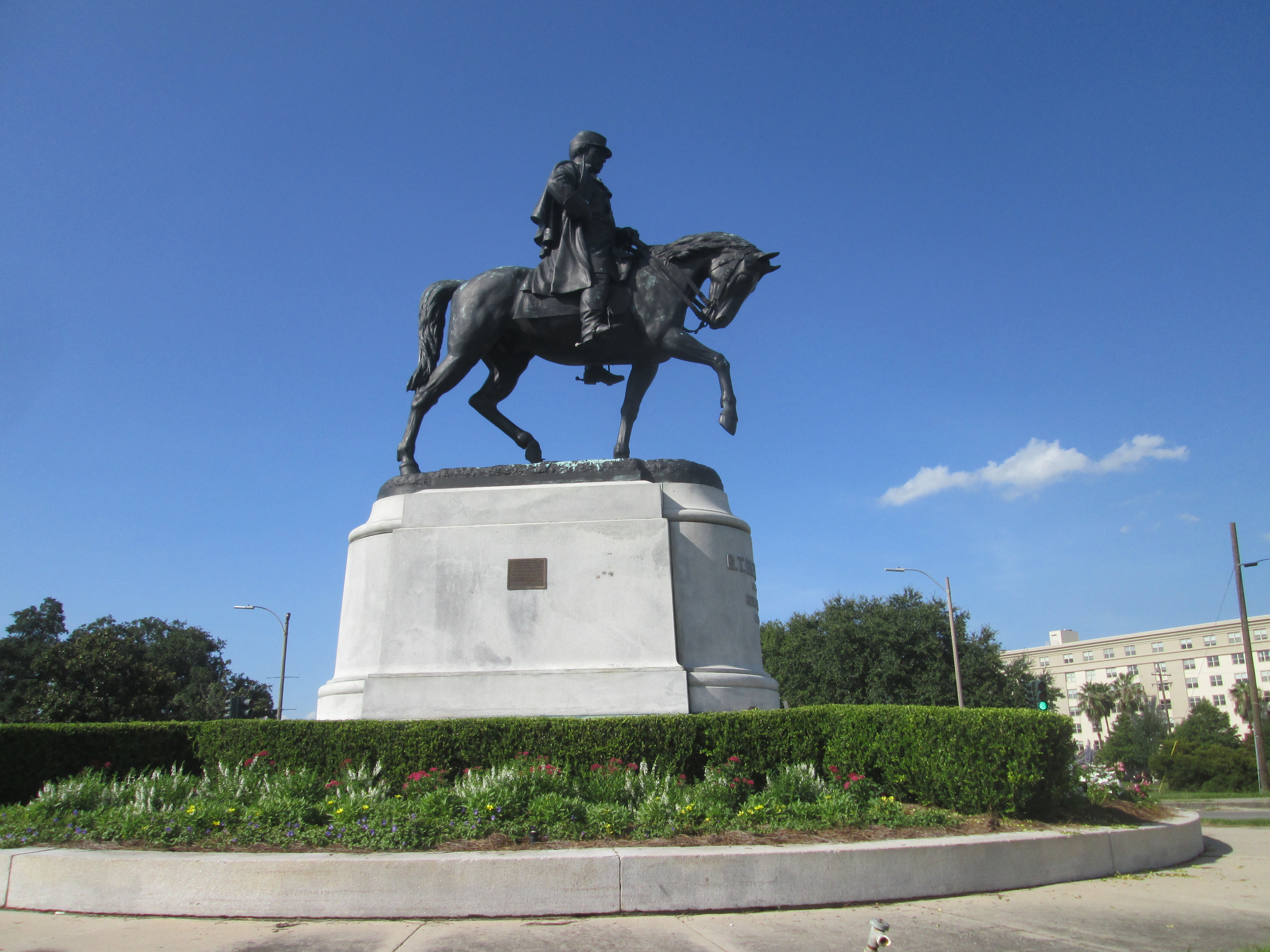
Statue équestre du général Beauregard, du sculpteur Alexander Doyle, alors installée à La Nouvelle-Orléans, aujourd'hui démontée.

Pierre Gustave Toutant de Beauregard donne son nom à différents lieux comme la résidence de Beauregard à La Nouvelle-Orléans qui est désormais appelé maison Beauregard-Keyes et sert de musée et de lieu de réception, à la paroisse de Beauregard dans l'ouest de la Louisiane, au bâtiment d'enseignement Beauregard Hall à l'université d'État Nicholls, tout comme l'ancienne base de l'armée américaine Camp Beauregard (en) et le camp de la Garde nationale près de Pineville dans le centre de la Louisiane. De plus, la communauté non incorporée de Beauregard, en Alabama, porte également son nom.
La statue équestre du général Beauregard, un monument équestre de sculpteur Alexander Doyle le représente. Initialement installée à La Nouvelle-Orléans, le monument est démonté le 17 mai 2017 dans une vague populaire du suppression des symboles confédérés.
Dans le téléfilm CSS Hunley, le premier sous-marin (1999), Beauregard est interprété par Donald Sutherland.